# Wojciech Majda
Wojciech Majda (ur. 10 lutego 1945 w Łodzi, zm. 5 lipca 2018 w Warszawie) – polski scenograf filmowy.

## Życiorys
Pracował jako scenograf filmowy i teatralny. Był członkiem Stowarzyszenia Filmowców Polskich.

### Działalność opozycyjna w PRL
W latach 1965–1970 był działaczem konspiracyjnej organizacji „Ruch”, kwestionującej legalność Polskiej Rzeczypospolitej Ludowej. W 1968 roku wspólnie ze Stefanem Niesiołowskim zrzucili z Rysów umieszczoną tam tablicę poświęconą  Włodzimierzowi Leninowi .

## Wybrana filmografia
- 1976 Polskie drogi
- 1979-1981: Najdłuższa wojna nowoczesnej Europy
- 1984: Sprawa się rypła
- 1985: Och, Karol
- 1986: Na kłopoty... Bednarski
- 1988-1991: Pogranicze w ogniu
- 1989: Światło odbite